# 마호가니유대하늘다람쥐
마호가니유대하늘다람쥐 또는 마호가니주머니하늘다람쥐(Petaurus gracilis)는 주머니하늘다람쥐과에 속하는 유대류의 일종이다. 멸종위기종으로 분류되고 있으며, 오스트레일리아 퀸즐랜드주 해안의 좁은 지역에 분포하고 있다.